# Stazione di Saint-Étienne-Châteaucreux
La stazione di Saint-Étienne-Châteaucreux (in francese Gare de Saint-Étienne-Châteaucreux) è la principale stazione ferroviaria di Saint-Étienne, Francia.